# Bollnäs (đô thị)
Đô thị Bollnäs (Bollnäs kommun) là một đô thị ở hạt Gävleborg, đông trung bộ Thụy Điển. Thủ phủ là ở Bollnäs.
Đô thị này được hình thành thông qua một loạt cải các chính quyền thập niên 1950, 1970 và có địa giới như hiện nay vào năm 1977.

## Các đơn vị trực thuộc
Dân số vào thời điểm năm 2005:
| - Acktjära - Annefors - Arbrå, 2.262. - Arbrå-Norra Kyrkbyn, 127. - Björtomta, 68. - Bodåker-Norrbo, 68 - Bollnäs, 12.455. - Edstuga, 65 - Flästa (norra delen), 52. - Flästa (södra delen), 88. - Freluga, 197. - Glössbo, 97. - Hallen, 167. - Hertsjö, 85. - Hällbo, 172. - Höle, 53. - Kilafors, 1.124. | - Lottefors, 391. - Norrbyn, 79. - Orbaden, 101. - Parten-Hov, 61. - Rengsjö, 272. - Röste (del), 57. - Röste-Norrborns industriområde, 70. - Segersta, 329. - Sibo, 351. - Simeå, 77. - Söräng-Norrbo, 58. - Vallsta, 280. - Vik - Västra Höle, 122. - Växbo, 148. - Österböle, 105. - Östra Höle, 73. |